# Ampedus amakazaricola
Ampedus amakazaricola is een keversoort uit de familie kniptorren (Elateridae). De wetenschappelijke naam van de soort is voor het eerst geldig gepubliceerd in 1956 door Kishii & Ôhira.